# Dióscoro Puebla
Dióscoro Teófilo Puebla Tolín (Melgar de Fernamental, Burgos, 25 de febrero de 1831-Madrid, 24 de octubre de 1901) fue un pintor español de la época del eclecticismo. Maestro de pintores y académico, su obra sobresale en composiciones de pintura histórica, de género, literarios, retratos y temas fantásticos.

## Biografía
Su padre, Manuel Puebla González tenía ascendencia del pueblo palentino de Lantadilla. No así su madre, Hermógenes Tolín Estébanez que era natural de Melgar de Fernamental.

### Infancia y juventud. Inicios artísticos
Sus primeros estudios humanísticos los realizó en la escuela pública de Carrión de los Condes, Palencia, después pasó por la Cátedra de Latinidad y Humanidades de su Villa natal, manifestando ya sus dotes para el dibujo, empezando a canalizar su virtuosismo pictórico en la Escuela Municipal de Dibujo de Palencia, creada en 1838, al igual que José Casado del Alisal, Serafín Martínez del Rincón y Trives, Eugenio Oliva Rodrigo, Asterio Mañanós Martínez y Justo María de Velasco, entre otros.
Se inició y perteneció a la Real Academia de Bellas Artes de San Fernando en Madrid desde 1845, donde fue alumno de José de Madrazo y Carlos Luis de Ribera y Fieve.

### Viaje a Europa: Italia (Roma) y Francia (París)
En 1858 tras realizar sus estudios en Madrid, y perfeccionar su arte en Roma gracias a que obtuvo la beca de pensionado por concurso-oposición el 9 de enero, (R.O.de 7 de abril de 1858 Ministerio de Fomento) por importe de 12.000 reales anuales durante tres años, por sus cuadros Degollación del Bautista, Muerte de Nerón y como cuadro de historia, Despedida de Cayo Gracco de su familia, que se conserva junto con su otro lienzo Lot y su Familia huyendo de Sodoma en la Real Academia de Bellas Artes de San Fernando en Madrid; ampliado su pensionado en Roma dos años más, visitó especialmente Florencia y Venecia, y junto con su amigo Pedro Antonio de Alarcón, que en 1882 le dedica el libro «Narraciones Inverosímiles», viajaron a Nápoles y Pompeya, también estuvo en París desplegando su talento artístico.
En esos años y en la capital italiana, anteriores a la Fundación de la Academia Española de Bellas Artes de Roma, acude habitualmente a la Academia Chigi donde se dibuja al natural, famosa por sus modelos, en Vía Margutta, formó parte del grupo de pintores pensionados y literatos españoles que se reunían en la Tratttoria della Leppre o las tertulias del Café Greco de Via Condotti 86, fundado en 1760 frente a la Piazza di Spagna, José Casado del Alisal, Rosales, Palmaroli, Mercadé, Fortuny, Alejo Vera Estaca, Luis Álvarez Catalá.

### Madurez, vida madrileña
De retorno a España en 1863, fue nombrado profesor de Colorido y Composición en la Real Academia Provincial de Bellas Artes de Cádiz tomando posesión de la plaza ganada el 20 de mayo de 1864, ciudad donde se conserva una parte, poco conocida, de su producción artística, hasta que fue trasladado por Real Orden de 9 de diciembre de 1864, a la Superior de San Fernando de Madrid, donde fue profesor de Dibujo.
En 1865, ingresó en la Real Academia de Bellas Artes de San Fernando de Madrid, de cuya sección de pintura llegó a ser presidente, así como director de la Escuela Especial de Dibujo, Pintura y Grabado. En múltiples ocasiones, años 1873, 1878, 82, 83, 88, 94, y 1899, actuó como miembro del jurado por parte del Ministerio de Estado para las oposiciones para proveer plazas para la Academia Española de Bellas Artes de Roma, en Pintura, Pintura Histórica, Paisaje, y Escultura. Colaboró de forma activa en el mundo cultural, como socio fundador y desde el 1 de enero de 1876 como vicepresidente de artistas de la Asociación de Escritores y Artistas Españoles.

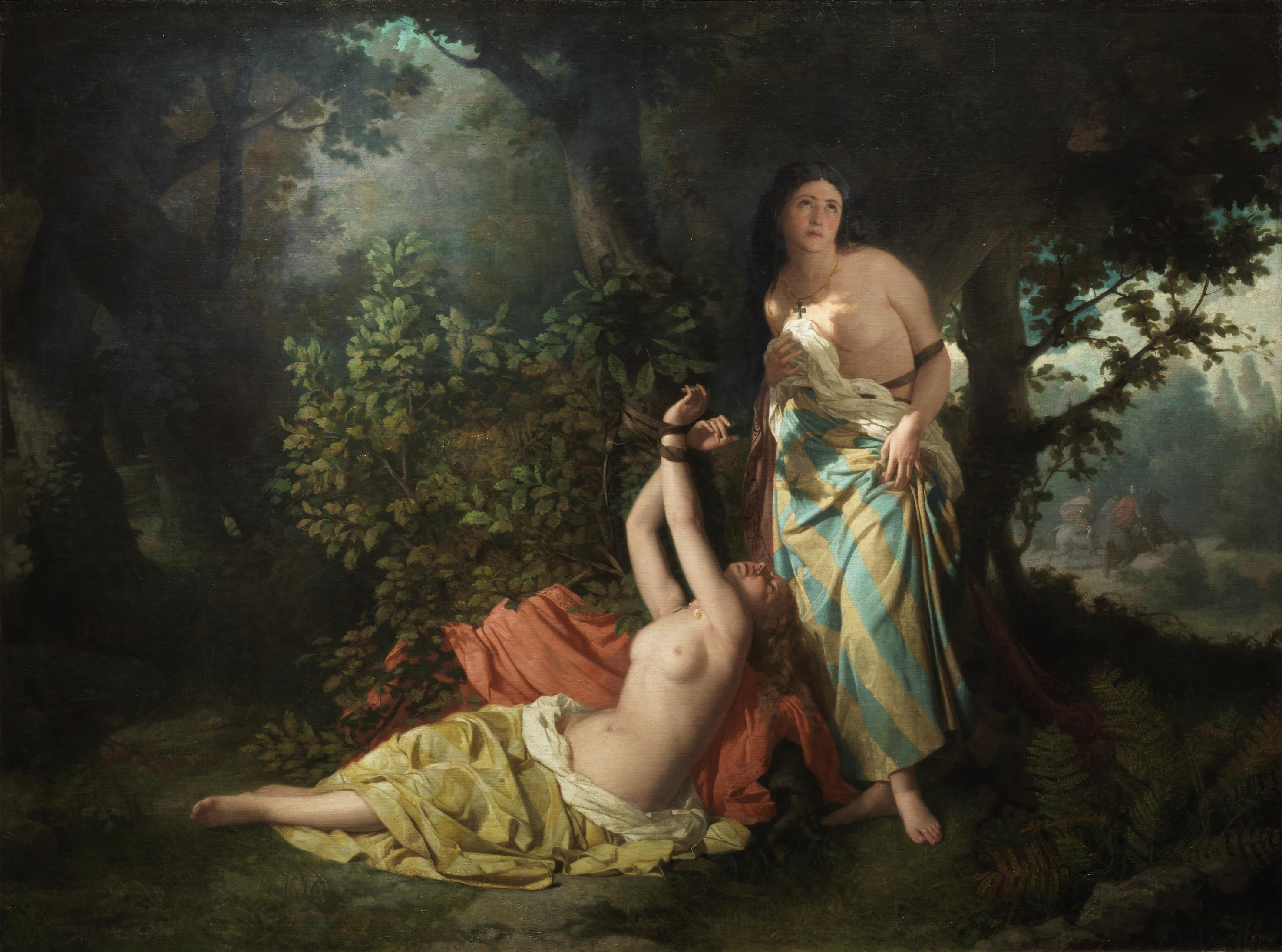
Las hijas del Cid, del romance XLIV del Tesoro de Romanceros (1871), por Dióscoro Puebla. Museo del Prado. Sala 61.

En el plano Internacional, remitió sus obras a la Exposición Internacional Franco-Española de Bayona de 1864, en la fue premiado, y a la Exposición Universal de Filadelfia (1876), obteniendo el Premio de Historia, en la Exposición Universal de París de 1867, acudió con una Bancante y, Metabo y su hija Camila. A la Exposición Universal de Viena (1873) fue como miembro de la Comisión Española. Y por los servicios prestados a España, la Corona le otorgó las distinciones de comendador de la Orden de Carlos III y comendador de número de la Orden de Isabel la Católica, que le fue concedida en 1869.
El 22 de mayo de 1882, vivió su mayor reconocimiento, en sesión extraordinaria y como único punto del día, es elegido por 16 votos académico de número de la Real Academia de Bellas Artes de San Fernando, leyendo el 8 de noviembre de 1885, su discurso de ingreso, titulado «La pintura en el periodo bizantino», recibiendo al mismo tiempo la medalla número 47.
En 1886, el 6 de noviembre es nombrado miembro de una comisión de la Junta de profesores de la Escuela Superior para elaborar un proyecto de reglamento del centro en lo concerniente a los estudios y alumnos.
En enero de 1891, sigue figurando en la lista de señores socios de mérito nombrados en 1868, del Ateneo Científico, Literario y Artístico de Madrid con el n.º social 2491, junto con su único hermano Agustín como socio de número desde 1885 (n.º 4972), abogado colegiado en Burgos el 7 de diciembre de 1851, que siendo magistrado de la Audiencia Territorial de Madrid falleció en la corte el 26 de marzo de 1898. En 1897, Dióscoro, como profesor académico de número de la Real Academia de Bellas Artes de San Fernando, es nombrado director de la Escuela Superior de Pintura, Escultura y Grabado de Madrid, sucediendo al fallecido Luis de Madrazo, como director de la Academia de Bellas Artes de San Fernando, en 1901 le sucede en la dirección Antonio Muñoz Degrain, por jubilación de Dióscoro.

### Obras, temas pictóricos

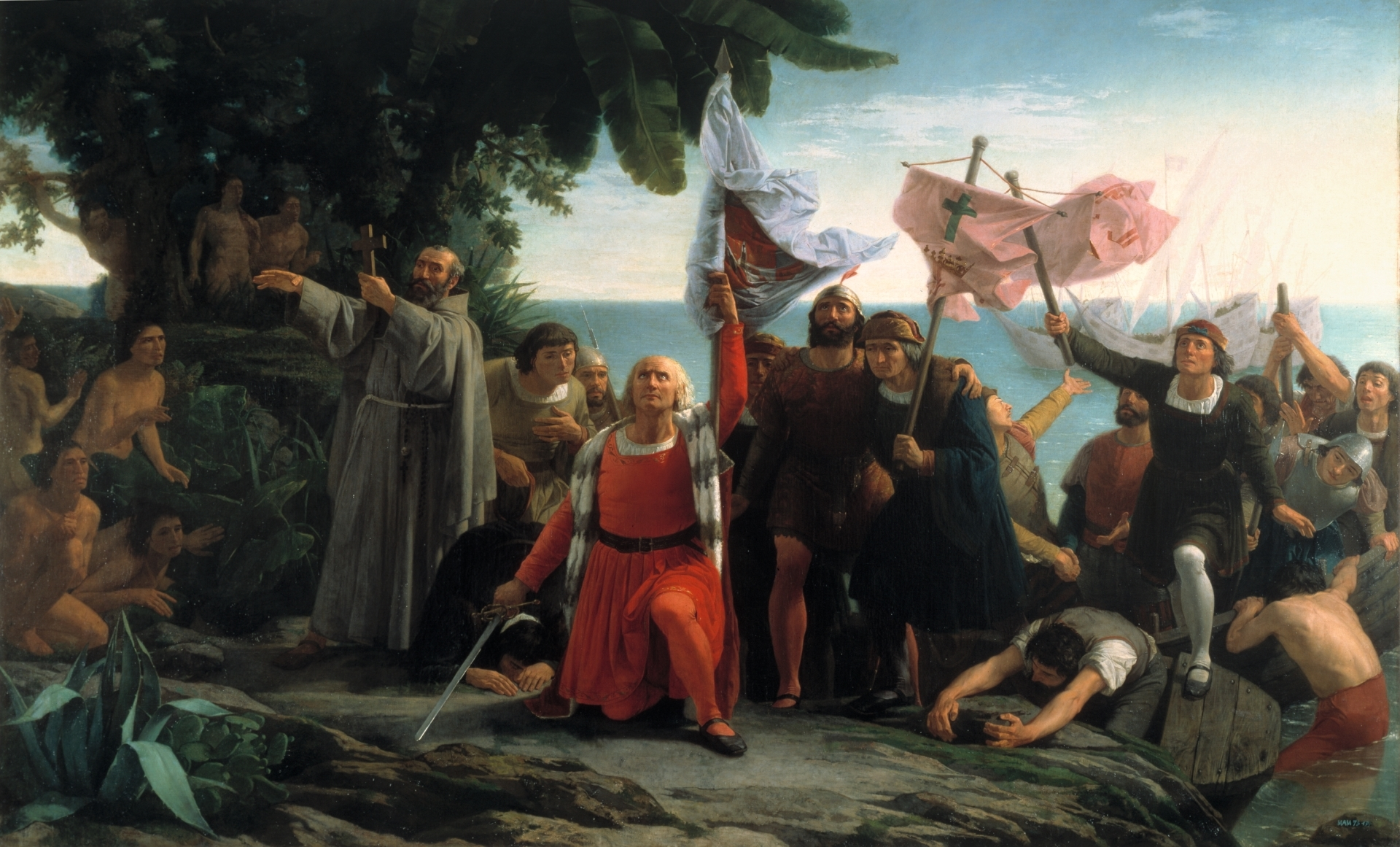
Primer desembarco de Cristóbal Colón en América, tomando posesión de la isla de San Salvador para la Corona de Castilla. Pintura de Dióscoro Puebla (Exposición Nacional de 1862, 1.ª Medalla)

Su producción artística se caracteriza «por la amplia temática y por la variedad formal» y que, aunque no siendo la más numerosa, su pintura Histórica fue la que dio mayor fama a su autor.
Pictóricamente, se le transmitió el clasicismo habitual entre los pensionados, en cuadros como Episodio de una bacanal (medalla de tercera clase en la Exposición de 1860), en dep. en el Museo de Burgos, Núm. Cat. [P07494] del fondo del Museo Nacional del Prado, adquirido por Real orden de 29 de diciembre de 1860 en la cantidad de 8000 reales, Bacante y Fauno, que fue su primer envío desde Roma firmado y fechado en 1859, no concluida por enfermedad según consta al pie del lienzo (conservado en el Museo de la Real Academia de Bellas Artes de San Fernando, Madrid). Se dedicó asimismo a la pintura de temas literarios, y con reminiscencias del movimiento romántico, presenta Margarita y Mefistófeles en la catedral, firmado y en dep. en el Museo de Burgos, fondo del Museo Nacional del Prado Núm. Cat. [P06794], Dante y el Ave María y a temas fantásticos de carácter romántico como La hija del aire, y en La vuelta de las hadas al lago, que fue adquirida por Real orden de 20 de marzo de 1865, en la cantidad de 20.000 reales. Núm. Cat. [0P6361], en depósito en el Tribunal Superior de Justicia de Cataluña.
En el religioso, tenemos El arrepentimiento de San Pedro, y en el mítico-religioso La Aurora, óleo sobre papel, 20 × 26,5 cm, firmado y fechado (1856), dos ángeles mahometanos Arot y Marot, enviados por Dios como emisarios fueron tentados a unión carnal por una mujer hermosa después de invitarles a beber vino, Alá los castigó, y a ella la hizo la estrella de la mañana: la aurora.
Cultivo también la pintura de género con éxito, Un minué; La bailaora; Serenata Interrumpida, (1872); Señora con mantilla blanca, (1873); Maja de Cádiz, (1875); Maja en la Terraza; Palco en la plaza de toros; La Cigarrera, (1876); Escena de Galanteo, (1876); Galanteo en el Atrio, (1876); De prueba, (1878); La Guitarrista, (1884), La Chula, (1891); La danza.
Dentro de la expresión plástica del retrato, tenemos el del Capitán General Leopoldo O'Donnell y Joris (1872) duque de Lucena - Sala de Recuerdos Históricos, Museo del Ejército, Madrid; retrato del General Castaños (1874) duque de Bailén, donado por el pintor para la galería de retratos de presidentes y socios ilustres del Ateneo Científico, Literario y Artístico de Madrid. Retrato de Paulina Contreras Rodríguez, (firmado 1869), esposa de su amigo Pedro Antonio Joaquín Melitón de Alarcón y Ariza. Retrato de Dolores Moreno Villafranca, esposa de Joaquín de Alarcón (firmado 1879), como retrato romántico tenemos el de Antonio Romero Ortiz, ministro de Ultramar, firmado:<Dióscoro/1881>.
En el Congreso de los Diputados se conservan (salón de conferencias y galería de retratos), el medallón-retrato de Nicomedes Pastor Díaz; Pedro José Pidal y Carniado, marqués de Pidal, (1877); Martín Belda y Mencía del Barrio marqués de Cabra; pintura retrato de Fernando Álvarez Martínez, «Presidente del Congreso de los Diputados desde el 8 de marzo-12 de julio de 1865»; retrato del ministro de Justicia Manuel Barrio Ayuso. Rto. de Evaristo San Miguel, duque de San Miguel, director de la Real Academia de la Historia.
En el Museo de Historia Municipal de Madrid (Inv. núm. 31.218), se conserva el retrato de S.M. El Rey Alfonso XII, que viste uniforme de Capitán General, Toisón de Oro y Banda de la Orden de San Fernando (o/l. 244 × 168 cm, firmado, 1876); retrato de S.M. El Rey Amadeo I.

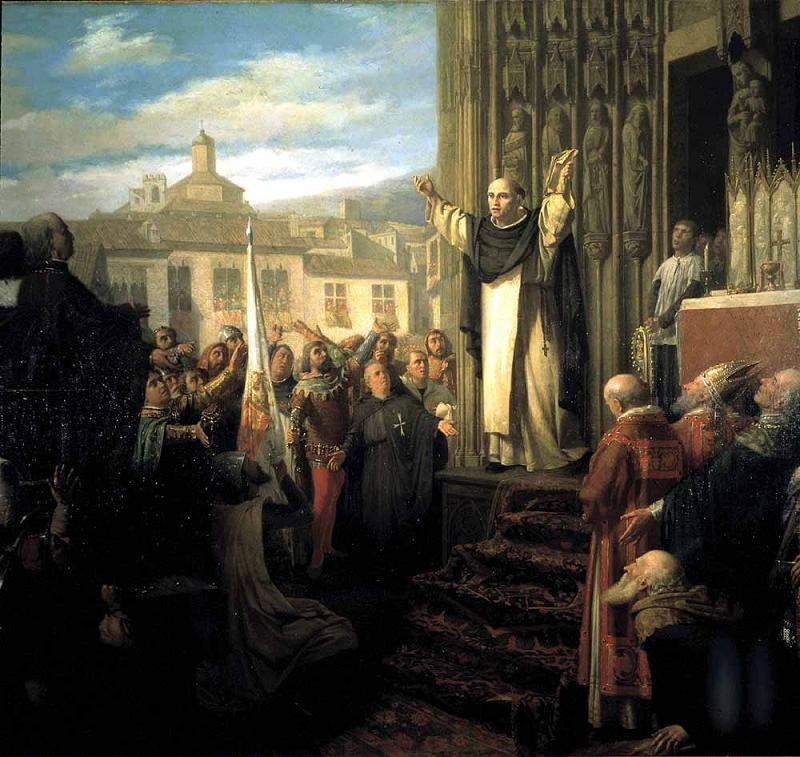
Compromiso de Caspe. Medalla de Primera Clase en la Exposición Nacional de (1867), Congreso de los Diputados (España).

Para la serie cronológica de los reyes de España encargada por el ministerio de Fomento a varios pintores, realizó Agila I, rey godo, firmado (1856), en dep. en el Alcázar de Segovia,

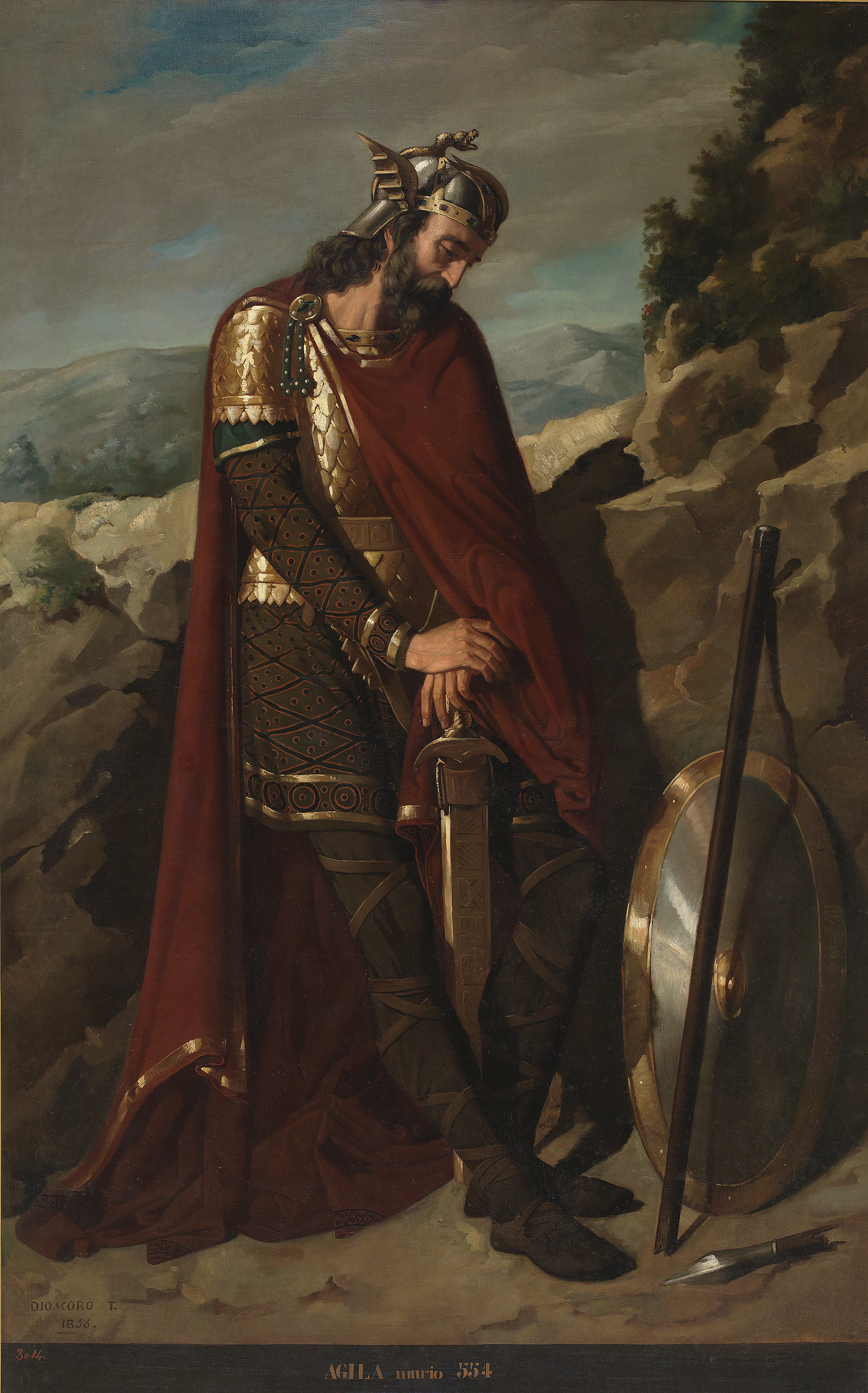
Agila I, Rey de los Visigodos, (1856)

 Núm. Cat. [P06913], retrato que nos presenta a un guerrero, cualidades de un caudillo gobernante de entonces. Clásica pintura de estudio de la época de academia. Y Recaredo I firmado (1857), en dep. en el ministerio de Cultura, Madrid, pertenece al fondo del Museo del Prado Núm. Cat. [P05074]. En la pinacoteca de la sacristía de la iglesia de la Asunción sita en Melgar de Fernamental se encuentra el retrato de Luis Martín García general de los jesuitas a finales del siglo XIX.
En la pintura histórica, género muy de moda en la época, que se aderezaba con grandes dosis de patriotismo y sentimentalismo, destacan sus cuadros-lienzos como, Primer desembarco de Critóbal Colón en América, tema que constituyó una de las iconografías que más fortuna tuvieron en las décadas siguientes dentro del género histórico, logrando una discutida medalla de Primera Clase en la Exposición Nacional de Bellas Artes de España de (1862), en dep. en el Ayuntamiento de la Coruña, (Salón Real), y fue adquirido en 30 000 reales, por el Museo Nacional del Prado Núm. Cat. [P06766]; Compromiso de Caspe, óleo sobre lienzo. 3,37 × 4,78 m, Medalla de Primera Clase en la Exposición Nacional de (1867), se encuentra expuesto en el Congreso de los Diputados, —el lienzo representa el suceso histórico, Martín I el Humano muere el 31 de mayo de 1410, sin hijos y sin herederos directos. La Guerra Civil se vislumbra en el horizonte. En febrero de 1412 se reúnen en Caspe —utilizando el procedimiento regulatorio de la “Concordia de Alcañiz”—, los representantes de todos los territorios de la Corona de Aragón para elegir al que será el futuro monarca, nueve compromisarios, tres por cada uno de los territorios de Aragón, Valencia y Condado de Barcelona. Los pretendientes al trono, Fernando de Trastámara, el de Antequera, Jaime II de Urgel, Alfonso de Aragón el Viejo, primer condestable de Castilla, Luis de Anjou, duque de Calabria, Federico de Luna, Isabel de Aragón y Fortiá, Juan de Prades, conde de Prades, como el 28 de junio de 1412, Vicente Ferrer leía la sentencia que ponía fin al interregno. Fue elegido el infante castellano Fernando de Trastámara, 6 votos a favor, 2 en contra y 1 abstención, con el título de Fernando I de Aragón, que descendía de Leonor, hija de Pedro IV de Aragón y hermana de Martín I el Humano (o el Viejo), y de esta manera se introducía una nueva dinastía, la Castellana—; Las hijas del Cid, del romance XLIV del Tesoro de Romanceros, la obra participó en la Exposición Nacional de (1871), sin recibir premio alguno, pese a que su calidad fue posteriormente reconocida por la crítica, recibiendo Puebla como compensación la Cruz sencilla de María Victoria, actualmente se encuentra expuesta en el Museo Nacional del Prado Sala 61, siendo el primer burgalés contemporáneo que cuelga una obra en la pinacoteca Nacional del Prado y, fue adquirida en 1874, por 8000 reales, Núm. Cat. [P04588], o Felipe IV recibiendo la noticia de la pérdida de Portugal o Don Alfonso el Sabio y los Libros del Saber de Astronomía, firmado (1881), fondo del Museo del Prado Núm. Cat. [P05495], actualmente en dep. en el Museo Municipal de Bellas Artes de Santa Cruz de Tenerife. En el Museo de Bellas Artes de Córdoba, se encuentra una Bacante, laureada en la cabeza y situada de espaldas a un monolito, Óleo sobre lienzo, 21 × 13,3 cm.
En el Museo de Burgos se encuentran: La decapitación de San Juan Bautista, en depósito La devoción de la Virgen, óleo sobre lienzo, 114 × 89 cm procedente del Prado Núm. Cat. [P06005], y La bacante sentada que el 10 de agosto de 1902 los herederos del pintor regalaron a la Diputación Provincial de Burgos este magnífico cuadro realizado durante su estancia en París, firmado y fechado en 1863, exhibido en la exposición Nacional de 1864 y con el que su autor obtuvo grandes éxitos.